# Inge Hörlén
Sven Ingemar "Inge" Hörlén, född 14 augusti 1917 i Adolf Fredriks församling i Stockholm, död 15 april 1991 i Kungsholms församling, var en svensk socialdemokratisk kommunalpolitiker.
Under beredskapstiden verkade Hörlén som kurir i Värmland åt norska motståndsrörelsen. Efter juris kandidatexamen 1945 anställdes han som sekreterare på löneroteln i Stockholms stadshus. Han övergick därefter till socialroteln och blev kanslichef vid socialvårdens planeringskommitté 1953. Han blev direktör för dåvarande Storstockholmsdelegationen 1955 samt var stadsbyggnadsborgarråd i Stockholms kommun 1970–1976 och ordförande för Kommunförbundet 1971–1977 och 1980–1983.